# Nishkam Karma
Nishkam Karma (tiếng phạn IAST:niṣkāmakarma), hành động không tính toán hay ham muốn, là một hành động được thực hiện mà không có bất kì mong muốn nhận được kết quả hay điều lợi ích gì, và là lý tưởng trung tâm của Karma Yoga trên con đường giải thoát. Những người ủng hộ hiện đại của nó nhấn mạnh vào việc đạt được thành công theo các nguyên tắc của Yoga, và bước vượt qua những mục đích và những kế hoạch cá nhân trong khi  cố gắng theo đuổi mọi hoạt động trên những diều tốt đẹp vĩ đại hơn, đã trở nên phổ biến vì nó là trọng tâm thông điệp chính của tác phẩm Chí Tôn Ca.
Trong triết học Ấn Độ, hành động hay Karma đã được chia thành ba loại, theo phẩm chất nội tại hoặc gunas của chúng. Ở đây Nishkam Karma thuộc về loại thứ nhất, Sattva(sự tinh khiết) hay những hành động tạo nên sự điềm tĩnh; Sakam Karma (hành động Vị Kỷ) thuộc loại thứ 2 rājasika(sự hung bạo) và Vikarma(hành động xấu) xếp thứ 3, tāmasika thứ có liên quan đến bóng tối hay sự bạc nhược.

## Nishkam Karma tại nơi làm việc
Đối lập với Sakam Karma(Bao gồm sự kèm theo) hay những hành động với kết quả trong đầu óc, Nishkam Karma được giải thích theo nhiều cách như “Nghĩa vụ vì giá trị của nghĩa vụ’   và “Bao gồm sự buông bỏ”, điều không phải là thái độ tiêu cực hay lãnh đạm; và ngày nay đã thấy nhiều sự ủng hộ trong môi trường làm việc ngày nay nơi mà tầm quan trọng đã chuyển tới việc thực hành các hoạt động kinh doanh có đạo đức, kết chặt vào bản chất thật các giá trị con người và giảm áp lực trong môi trường làm việc.
Một khía cạnh khác phân biệt nó với Sakam hay hành động vị kỷ là trong khi hành động theo Nishkam Karma được dẫn dắt bởi cảm hứng, hành động kia tất cả dựa vào động lực, và thực hiện những khác biệt chính trong các kết quả của nó, ví dụ Sakam Karma có thể dẫn đến những áp lực quá mức trong công việc và tính tham công tiếc việc vì nó hướng tới sự thành công, và vì vậy tạo ra nhiều nguyên nhân cho sự sụp đổ về thể chất và tâm lý. Trái lại Nishkam Karma, nghĩa là tiếp cận cân bằng hơn với công việc, và vì công việc đã chuyển thành sự theo đuổi cho sự hoàn mỹ của bản thân, điều sẽ giúp cá nhân thấy thỏa mãn nhiều hơn, trái với những gì mà một người tìm thấy sự hài lòng trong công việc đến từ những phần thưởng bên ngoài. Một hệ quả lớn của toàn bộ quá trình chuyển đổi này là nơi một người thực hành đầy đủ đạo đức từ trong ra ngoài theo châm ngôn này, “Công việc là sự cầu nguyện” cho thấy nghĩa chính xác của nó tại môi trường làm việc, dẫn đến sự nỗ lực trong công việc lớn hơn, trong khi hành động còn lại vì có quá nhiều kết quả dẫn dắt có thể dẫn tới việc vi phạm đạo đức nghề nghiệp, như được thấy quá nhiều trong môi trường làm việc ngày nay 
Vì nguyên tắc trung tâm của việc thực hành Nishkam Karma là Hiện Diện trong hiện tại. Lâu dần, việc thực hành này dẫn đến sự yên bình trong tâm trí vì nó cho phép người thực hành duy trì trạng thái gỡ bỏ khỏi kết quả, từ đó gỡ bỏ khỏi những dao động lên xuống của công việc điều tất yếu trong môi trường làm việc, trong khi duy trì sự nỗ lực liên tục trong công việc vì công việc giờ đây đã chuyển thành một hình thức cầu nguyện của cá nhân. Lâu dài theo thời gian nó sẽ đưa tới việc gột rửa trái tim bên cạnh sự tinh tiến về tâm hồn và sự phát triển toàn thể.

## Nishkam Karma trong Chí Tôn Ca
Nishkam Karma, nhận một vị trí quan trọng trong Chí Tôn Ca, phần trung tâm của sử thi Mahabharata, nơi thầm Krishna đề cao 'Nishkam Karma Yoga' (Một trường phái Yoga cho những hành động không vị kỷ) như một con đường lý tưởng để nhận ra Chân Lý. Tác phẩm được viết với sự không cầu, không mục đích, hay không suy xét về tác dụng của nó hướng đến việc thanh lọc tâm trí con người và dần dần làm một sự phù hợp cá nhân để thấy giá trị của lý trí và lợi ích của việc buông bỏ chính tác phẩm. Những khái niệm này được mô tả rõ nét trong những câu thơ dưới đây:
- “Ngươi có quyền hành động đơn độc và không bao giờ nghĩ đến kết quả của nó; đừng để kết quả của hành động làm động lực của ngươi; cũng đừng để cho ngươi bất kì vướng mắc gì trong việc không hành động.”

- Câu 47, Chương 2-Lý thuyết Samkhya và thực hành Yoga, Bhagavadgita 
- “Kiên định với Yoga, làm công việc của ngươi, O Người Chiến Thắng của sự sung túc (Arjuna), bỏ lại những vướng mắc, cả với sự thành công hay thất bại, cho sự bình lắng của tâm trí được gọi là Yoga”

- Câu 2.48 
- “Với cơ thể, với tâm trí, với trí tuệ, thậm chí chỉ với những giác quan, một Yogi thực hiện hành động hướng tới sự tự thanh lọc, từ từ loại bỏ những vướng mắc. Anh ta người đang uốn mình theo tôn chỉ Yoga, đã bỏ lại những trái ngọt của hành động, đạt được sư an bình vững chắc…”

 - Câu 5.11 [21]